# Jorge Salazar-Bravo
Jorge Salazar-Bravo (* 1964 in La Paz, Bolivien) ist ein bolivianisch-US-amerikanischer Mammaloge.

## Leben
Salazar-Bravo erwarb 1988 seinen Bachelor-Abschluss an der Universidad Mayor de San Andrés, Bolivien. Im Jahr 2000 wurde er mit der Dissertation Phylogeny and evolution of the neotropical rodent genus Calomys: inferences from mitochondrial DNA sequence data unter der Leitung von Terry L. Yates an der University of New Mexico promoviert.
Von 2000 bis 2001 war Salazar-Bravo stellvertretender Assistenzkurator für Säugetiere am Museum of Southwestern Biology der University of New Mexico. 2001 wurde er als Assistant Professor im Fachbereich Biologie und Kurator für Säugetiere am Museum of Southwestern Biology der University of New Mexico eingestellt.
Salazar-Bravo kam 2003 als außerordentlicher Professor an den Fachbereich Biowissenschaften der Texas Tech University in Lubbock, Texas, um das Programm zur Erforschung von Säugetierreservoiren im Zusammenhang mit Zoonosen zu verstärken. 2019 wurde er Interimsdirektor des International Center for Arid and Semi-Arid Land Studies (ICASALS) der Texas Tech University. Im selben Jahr wurde er US-amerikanischer Staatsbürger.
2021 erhielt er ein Fulbright-Stipendium zur Erforschung der Auswirkungen von Waldbränden auf die Ökosysteme des Amazonasbeckens und Krankheitsausbrüche.
Zu seinen Forschungsinteressen gehören die Koevolution von Viren und ihren Wirten sowie die Wechselwirkung zwischen Systematik und Krankheitsökologie. Weitere Gebiete sind die Systematik, Biogeografie, Evolution und Erhaltung neotropischer und nearktischer Säugetiere. Salazar-Bravo führte Feldstudien in Südamerika, Mittelamerika und dem Südwesten der Vereinigten Staaten durch.
Seine Bibliographie umfasst über 140 Artikel, darunter die Erstbeschreibungen zur Gattung Calassomys (2014) sowie zu den Arten Thomasomys andersoni (2007), Oecomys franciscorum (2016), Cynomops kuizha (2021), Calassomys apicalis (2014), Ctenomys andersoni (2014), Ctenomys erikacuellarae (2014), Ctenomys yatesi (2014), die Ctenomys lessai (2014) und Akodon polopi (2010).